# Pensées
Los Pensées (literalmente, Pensamientos) es una defensa de la religión cristiana y una reflexión sobre el ser humano escrita por Blaise Pascal, filósofo y matemático del siglo XVII. La conversión religiosa de Pascal lo condujo a una vida de asceta, y los Pensées fueron de varias maneras la obra de su vida. La Apuesta de Pascal se encuentra contenida en los Pensées. Los Pensées son un nombre que se le dio de manera póstuma a sus escritos y fragmentos, los cuales estaba preparando para una Apología de la religión cristiana que nunca llegó a completar.
Si bien parecen ser ideas y apuntes, algunos de los cuales están incompletos, se cree que Pascal antes de fallecer en 1662, ya había planificado el orden en el que armaría su libro y había comenzado la tarea de cortar y encolar sus notas en borrador en una estructura coherente. Dado que su trabajo quedó incompleto, los editores posteriores no se han puesto de acuerdo sobre el orden, si es que existe, en que se deben leer sus escritos. Aquellos responsables por sus efectos, al ser incapaces de entender la estructura básica de su obra, la entregaron para que fuera editada, y la obra fue publicada en 1669. No fue sino hasta comienzos del siglo XX en que los estudiosos comenzaron a comprender la intención de Pascal. En la década de 1990, se realizaron una serie de adelantos filológicos, y la edición del libro de Philippe Sellier contiene sus pensamientos más o menos en el orden que Pascal los dejó. 
Se han realizado varios intentos de reordenar sus notas de manera sistemática; ediciones notables son las de Brunschvicg, Louis Lafuma, y en fecha más reciente Philippe Sellier. Si bien Brunschvicg intentó clasificar de manera póstuma los textos según temas, algunas investigaciones recientes han conducido a Sellier a inclinarse por clasificaciones completamente diferentes, ya que a menudo Pascal examinaba el mismo evento o ejemplo a través de numerosos enfoques o perspectivas distintas. En 2005 Francis Kaplan publica su versión de los Pensées clasificados según las indicaciones manuscritas del propio Pascal.